# Triphosa seseraria
Triphosa seseraria är en fjärilsart som beskrevs av Charles Oberthür 1893. Triphosa seseraria ingår i släktet Triphosa och familjen mätare. Inga underarter finns listade i Catalogue of Life.